# Ophion castilloae
Ophion castilloae (лат.) — вид наездников рода Ophion из семейства Ichneumonidae (Ophioninae) Южная Европа (Греция, Испания, Португалия, Хорватия). Видовой эпитет castilloae дан в честь испанского гименоптеролога Carmen Rey el Castillo.

## Описание
Тело длиной 15—16 мм, передние крылья 10—11 мм. Тело красно-коричневое, довольно тёмное по сравнению с другими видами Ophion. Антенна с 51-54 флагелломерами. Внутренний и внешний края глаза у самки лишь немного светлее лица, у самца более желтоватые. Зубцы жвал чёрные. Ophion castilloae демонстрирует комбинацию признаков, которые вместе с Ophion anatolicus делает его уникальным среди европейских видов Ophion. Наиболее похож на Ophion anatolicus, но с более широким лицом и четкой щелью между боковыми глазками и внутренним краем сложного глаза. Вид также похож на Ophion dispar, но имеет менее густую пунктировку лица и мезосомы, другие киль и скульптуру проподеума, дыхальце первого тергита ближе к склеротизованному заднему краю первого стернита, наличник менее широкий и более редко пунктированный, щиток без боковых килей, рамеллус отсутствует (он очень длинный у O. dispar), а латеральные глазки дальше от внутреннего края сложного глаза. Предположительно, как и близкие виды, паразитируют внутри личинок насекомых. Вид был впервые описан в 2021 году шведским энтомологом Niklas Johansson (Швеция).